# Oecetis aduncata
Oecetis aduncata là một loài Trichoptera trong họ Leptoceridae. Chúng phân bố ở miền Australasia.